# Laephotis malagasyensis
Laephotis malagasyensis is een zoogdier uit de familie van de gladneuzen (Vespertilionidae). De wetenschappelijke naam van de soort werd voor het eerst geldig gepubliceerd door Peterson, Eger & Mitchell in 1995.

## Voorkomen
De soort is endemisch in Madagaskar, waar hij alleen leeft in het Nationaal park Isalo.